# Липс, Юлиус
Юлиус Эрнст Липс (нем. Julius Ernst Lips; 8 сентября 1895, Саарбрюккен, Пруссия — 21 января 1950, Лейпциг, Саксония) — немецкий этнолог и социолог.

## Биография
Юлиус Эрнст Липс родился 8 сентября 1895 в Саарбрюккене. После окончания средней школы Липс поступил в Лейпцигский университет. С началом Первой мировой войны был мобилизован (в 1914 году), воевал на Восточном фронте, после ранения в 1916 году вернулся с фронта и продолжил обучение в Лейпцигском университете. В 1919 году Липс получил докторскую степень по психологии и антропологии, а в 1925 году получил вторую докторскую степень (право). В 1926 году Юлиус Липс получил хабилитацию в Кёльнском университете и стал преподавателем этнологии и социологии, а с 1929 года — профессором. В 1928 году Липс стал куратором этнологического музея Раутенштраух-Йёста, а с 1930 года — его директором, сменив на этом посту Фрица Гребнера. В период с 1929 по 1935 год Липс совершил несколько исследовательских поездок по Европе, Африке и Северной Америке.
В 1933 году Липс подал в отставку по политическим мотивам и подвергся преследованиям за выступления против расовой теории нацизма. Он был уволен с должности директора музея, министр внутренних дел Пруссии отозвал у него лицензию на преподавание, в 1938 году Лейпцигский университет отказал ему в докторской степени, позднее его немецкое гражданство было аннулировано, а его активы конфискованы. В 1934 году Липс эмигрировал в США. С помощью Франца Боаса, Липс получил временную должность преподавателя в Колумбийском университете. Затем преподавал в Университете Говарда и Новой школе социальных исследований. В 1947 году провёл полевые исследования среди индейцев сиу в Южной Дакоте и оджибве в Северной Миннесоте.
В 1948 году Липс вернулся в Германию. Несмотря на предложение возобновить преподавательскую работу в Кельне, он решил приехать в Лейпциг. В 1949 году он стал профессором этнологии и сравнительной юридической социологии и ректором Лейпцигского университета.

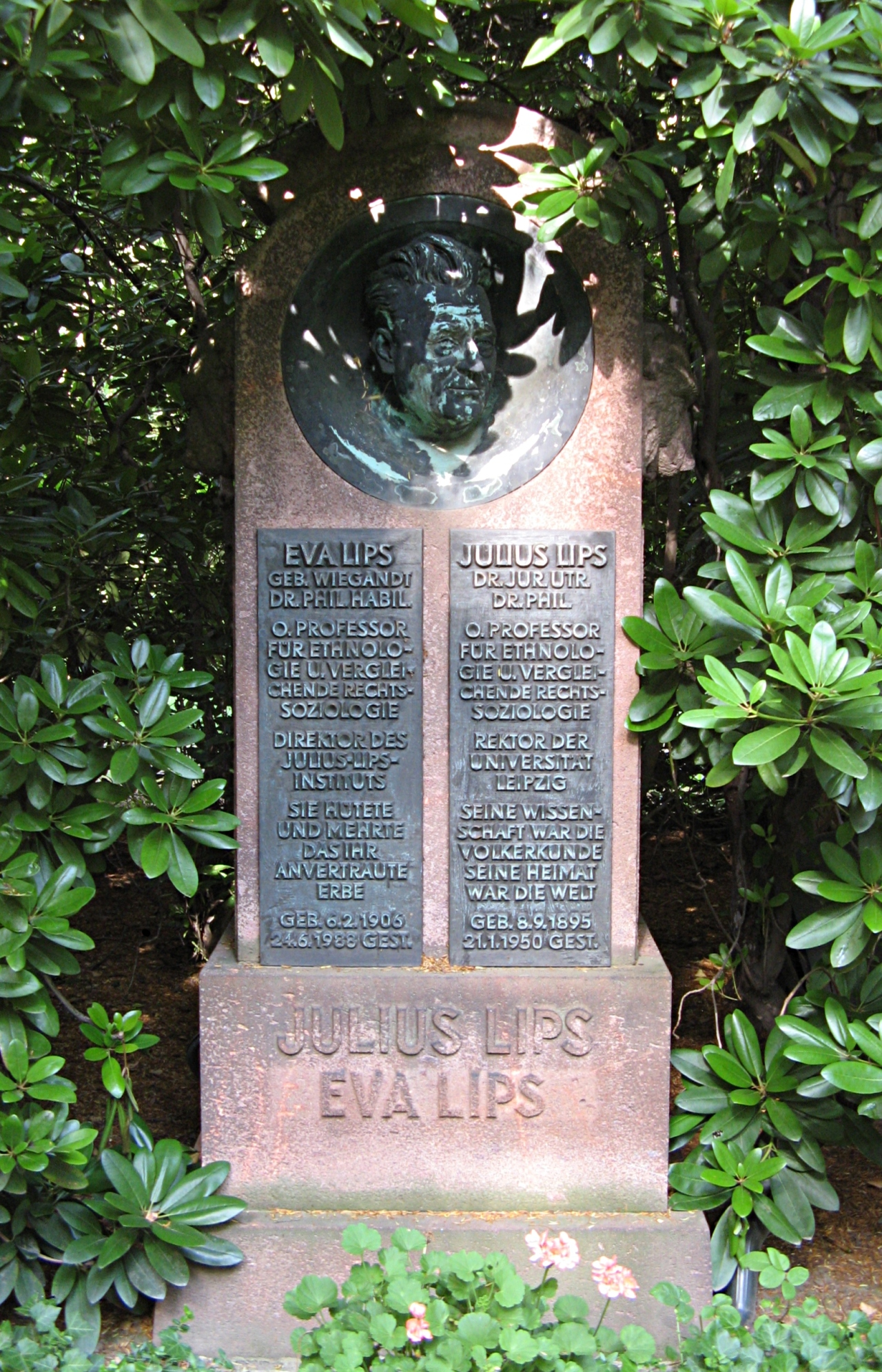
Надгробие на могиле Юлиуса и Эвы Липс.

## Научная деятельность
Липсу принадлежат несколько трудов по истории материальной культуры и незападного искусства. Одна из самых известных работ Липса это книга «The savage hits back» («Дикарь наносит ответный удар»; 1937), исследование о том как индигенная культура воспринимает и изображает (в предметах искусства) европейских колонизаторов. Книга «The Origin of Things» («Происхождение вещей»; 1949; русский перевод 1954) рассказывает о становлении материальной культуры, об изобретении и появлении тех «вещей» (жилищ, одежды, средств передвижения, орудий труда и т. д.), которые стали привычной и неотъемлемой частью среды человеческого обитания
Липс был членом Американской антропологической ассоциации, Лондонского королевского общества, Саксонской академии наук и других академических сообществ.